# Правовірна Величність

Герб короля Речі Посполитої Яна Собеського

Правовірна Величність або Ваша Правовірна Величносте (пол. król prawowierny; англ. His/Her Orthodox Majesty; абрв.: HOM) — титул монарха та форма звертання, що зустрічається в англомовній літературі щодо правителів православних (або частково православних) країн Східної та Південної Європи.

## Історія
Вперше в історичній літературі цей почесний титул зустрічається по відношенні до королів Речі Посполитої.
Титул «Православний король» (лат. Rex Orthodoxus) — було присвоєно у 1661 р. королям Польщі, Великим князям Литовським, Руським, Київським, Волинським, Подільським, Чернігівським, Смоленським, Сіверським, тощо.
Папа Римський Олександр VII надав його своїм спеціальним указом королю Івану ІІ Казимиру та його наступникам.
У 1684 р. Папа Інокентій XI надав почесний титул Defensor Fidei (Захисник віри) та Orthodox Majesty (Православна Величність) королю Речі Посполитої, Великому князю Литовському, Руському, Смоленському, Сіверському, Чернігівському тощо Івану III Собеському, який очолив командування армії християнської коаліції (в тому числі й з українських козаків) під час героїчної Віденської битви, що вважається поворотним моментом в історії Європи, який запобіг її завоюванню Османською імперією.
Наприкінці ХІХ ст. на початку ХХ ст. титулом «Правовірна величність» в англомовних джерелах називають королів Румунії, Болгарії, Сербії, Греції та інш. Наприклад, таким титулом титулується король Югославії Петро ІІ.
У країнах Східної та Південної Європи цей титул не є поширеним у використанні.